# Berghütte Die sieben Seen

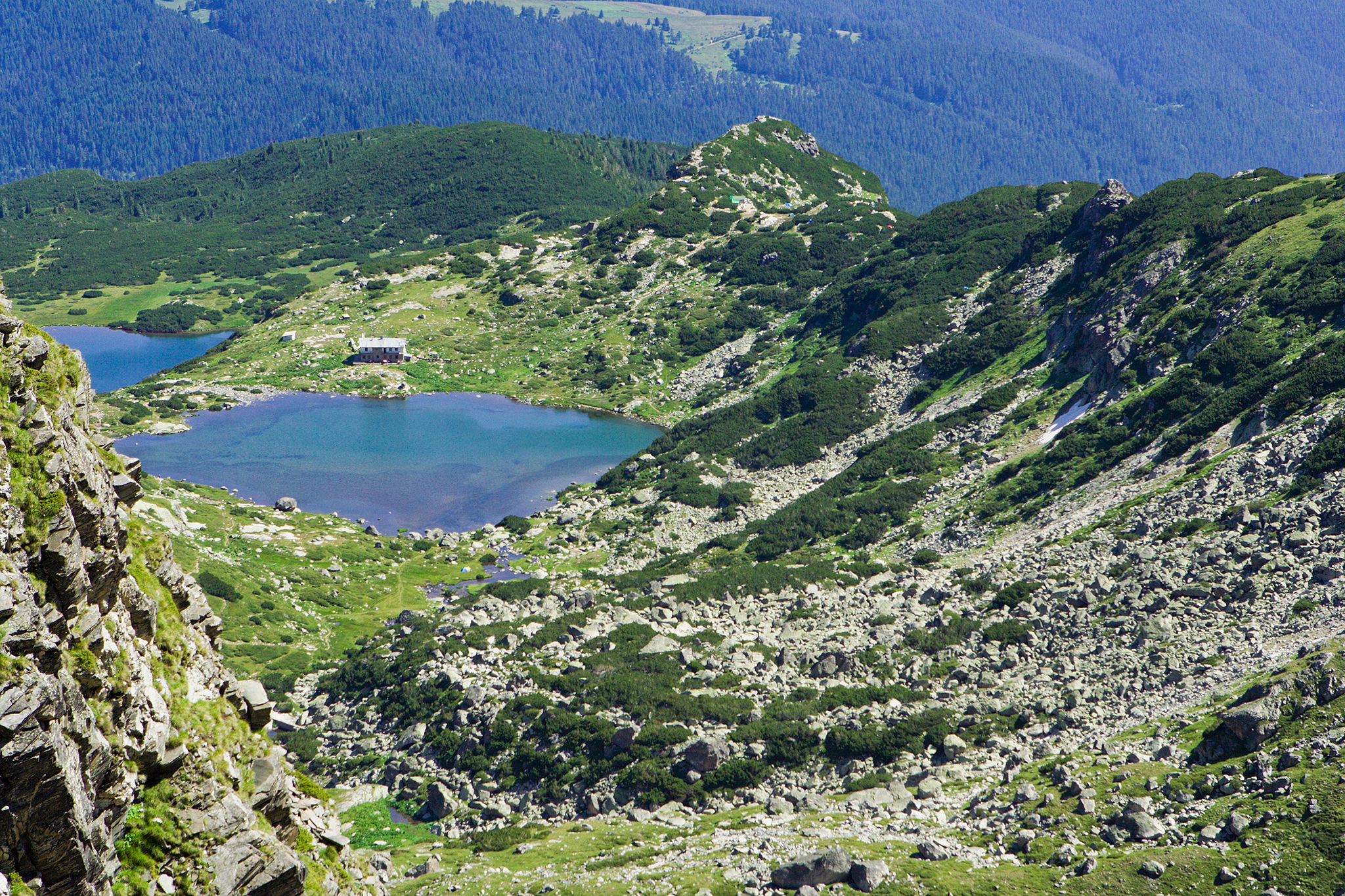
Der Fischsee mit der Berghütte

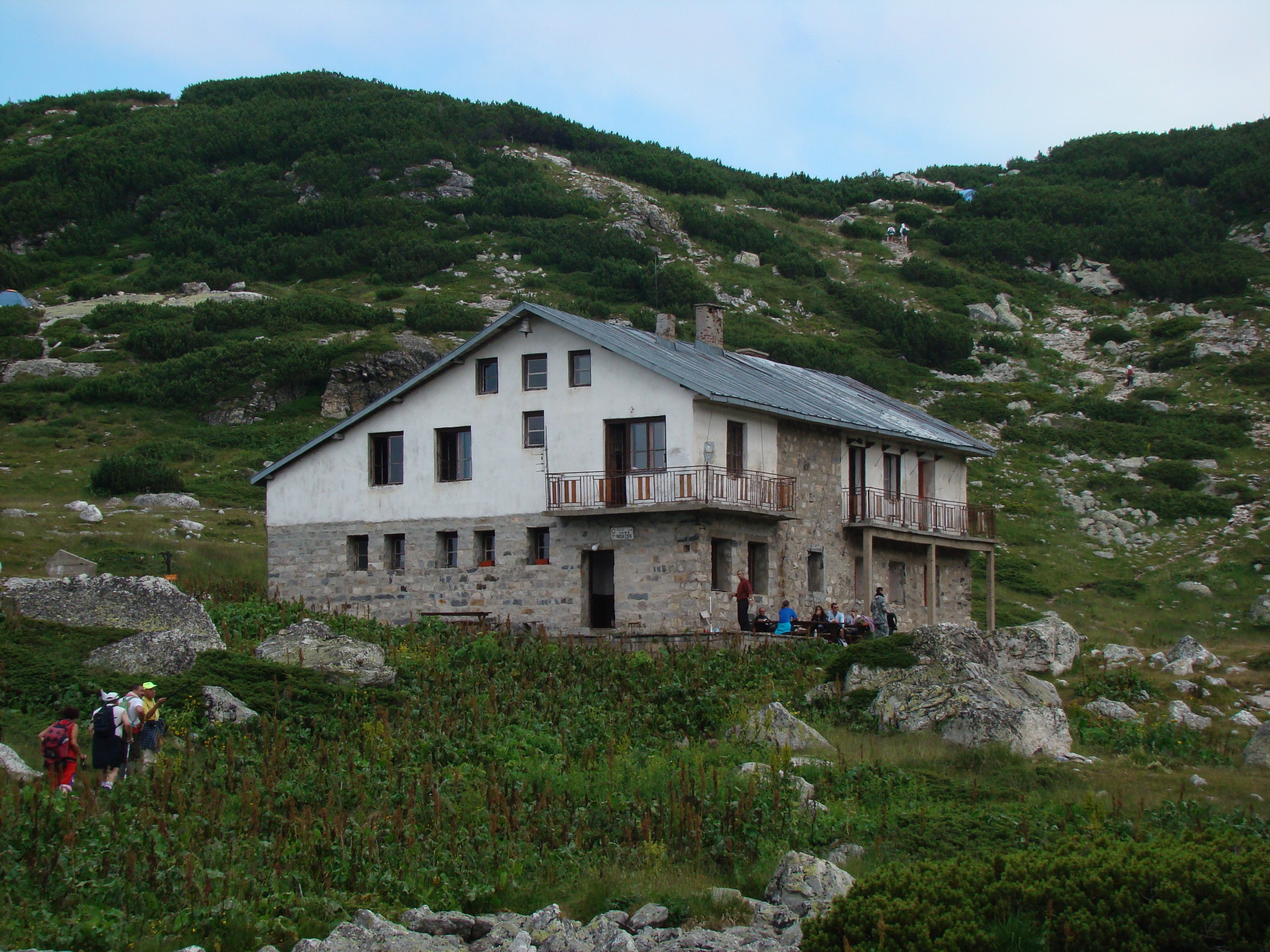
Berghütte „Die sieben Seen“

Die Berghütte „Die Sieben Seen“ (bulgarisch хижа „Седемте езера“; abgekürzt: х. Седемте езера Chizha Sedemte Ezera, auch хижа „7-те езера“) ist eine Berghütte im Nordwesten des Rila-Gebirges, das seinerseits im Südwesten Bulgariens liegt.
Die Berghütte liegt in 2196 Metern über dem Meeresspiegel, an einem der Sieben Rila-Seen, dem Fischsee (bulgarisch Рибното езеро Ribnoto ezero). Der See liegt im Nationalpark Rila auf einer Höhe von 2184 Metern und ist mit einer maximalen Wassertiefe von 2,50 Metern der seichteste der sieben Rila-Seen. Die Berghütte liegt am Nordostufer des Sees.
Die Berghütte wurde im Sommer 1932 gebaut, mit den Mitteln und durch die ehrenamtliche Arbeit der Mitglieder der Universellen Weißen Bruderschaft. Organisiert wurde der Bau von dem Lehrer Petar Danow. Petar Danow schuf in diesen Jahren auch die Paneurhythmie, eine der wichtigsten Methoden innerhalb der okkulten Schule der Universellen Weißen Bruderschaft.
Die Berghütte ist ein massives zweistöckiges Haus mit einem Anbau. Sie eine Kapazität von 92 Betten in 2-, 3-, 4- und 6-Bett-Zimmern und „touristischen Schlafplätzen“ (sogenannte Narowe [bulg.  нарове] – ein schwach gepolsterte Bretterreihe – eine Art „Pritschenreihe“) in Massenschlafsälen.
Die Stromversorgung erfolgt durch ein von Wasserkraft angetriebenes Stromaggregat. Ein Wasseranschluss besteht nicht, stattdessen wird das Wasser aus dem nahe gelegenen See genutzt. In der Berghütte gibt es keine Bäder. Die Sanitäranlage befinden sich im Anbau. Für die Touristen gibt es eine Kantine und einen Speisesaal. Nur im Sommer wird ein kleiner Verkaufsstand (mit einigen Lebensmitteln) betrieben.
Neben der Berghütte befindet sich ein Pferdestall, in dem die Lastpferde untergestellt werden. Mit diesen Pferden erfolgt der Transport aller für den Betrieb der Berghütte erforderlichen Waren.
Weiterhin ist in der Nähe der Berghütte eine 300 m lange Skipiste mit einem Schlepplift.
Die Berghütte wird von der Tourismusgruppe „Rilski turist“, einer Ortsgruppe des Bulgarischen Tourismusverbandes bewirtschaftet.
Die Berghütte Die sieben Seen wird gelegentlich auch als alte Berghütte sieben Seen bezeichnet, um sie deutlich von der neueren, wesentlich moderneren und größeren, erst in den 1980er Jahren erbauten Berghütte Rilaseen zu unterscheiden, die als neue Berghütte Rilaseen bezeichnet wird.

## Benachbarte Berghütten und Wanderrouten
- vom Rila-Kloster zur Berghütte Die sieben Seen – ca. 5 bis 6 Stunden Fußmarsch (markierter Pfad)
- von der Berghütte Maljowiza zur Berghütte Die sieben Seen – ca. 6 Stunden Fußmarsch (markierter Pfad)
- von der Berghütte Skakawiza zur Berghütte Die sieben Seen – ca. 1 bis 2 Stunden Fußmarsch (markierter Pfad)
- von der Berghütte Iwan Wasow zur Berghütte Die sieben Seen – ca. 3 Stunden Fußmarsch (markierter Pfad)
- von der Berghütte Rilaseen zur Berghütte Die sieben Seen – ca. 1 Stunden Fußmarsch (markierter Pfad)
- von der Berghütte Pionerska zur Berghütte Die sieben Seen – ca. 2 Stunden Fußmarsch (markierter Pfad)
- von der Berghütte Lowna zur Berghütte Die sieben Seen – ca. 1,5 Stunden Fußmarsch (markierter Pfad)
- von der Berghütte Wada zur Berghütte Die sieben Seen – ca. 2,5  Stunden Fußmarsch (markierter Pfad)
- von der Berghütte Gjundera zur Berghütte Die sieben Seen – ca. 3 Stunden Fußmarsch (markierter Pfad)
- zum Gipfel Hajduti (= Gipfel Charamijata; 2465 m hoch) – ca. 44 Minuten Fußmarsch
- zum Gipfel Wasow (2669 m hoch) – ca. 2,5 Stunden Fußmarsch

## Ausgangspunkte für den Aufstieg zur BerghütteDie sieben Seen
- Rilakloster
- Maljowiza
- Borowez – ca. 6 bis 7 Stunden Fußmarsch
- vom Dorf Gowedarzi zur Berghütte Die sieben Seen – 9 km Landstraße bis zur Berghütte Wada  und weitere 3 Stunden Fußmarsch (markierter Pfad)
- von der Stadt Saparewa Banja über die Berghütte Pionerska (hat eine Straßenanbindung) und von dort mit der Sesselbahn (Zweisitzer) oder über die Berghütte Lowna zu Fuß zur Berghütte Rilaseen (ca. 2 bis 3 Stunden Fußmarsch von der Berghütte Pionerska) und weiter zur Berghütte Die sieben Seen.